# International Rivers
A International Rivers é uma organização não governamental, sem fins lucrativos, focada em questões ambientais e de direitos humanos. Fundada em 1985 por ativistas sociais e ambientais, a International Rivers trabalha com analistas financeiros e de políticas, cientistas, jornalistas, especialistas em desenvolvimento e voluntários para combater os efeitos adversos das represas e seus legados, que foram identificados em mais de 60 países.

## Visão geral
Os objetivos declarados da organização são proteger os rios e defender os direitos das comunidades que dependem deles. Ela trabalha ativamente contra o modelo de desenvolvimento associado a barragens, que acredita ser insustentável, e promove soluções alternativas para atender às necessidades de água, energia e gestão de inundações. A International Rivers dedica-se a fornecer às pessoas afetadas por barragens as ferramentas para participar do desenvolvimento de terras locais na África, Ásia e América Latina.
Ao facilitar a organização internacional de base e a participação informada, a organização busca mudar os termos do debate sobre o desenvolvimento dos rios. O grupo trabalha com seus inúmeros parceiros para advocate para reparações sociais, restauração ecológica e o descomissionamento de represas existentes. A International Rivers trabalha para esclarecer o que descreve como a tomada de decisões tradicionalmente de cima para baixo em grandes projetos de infraestrutura. Ela também se posiciona contra a representação que o setor faz da energia hidrelétrica no que se refere à mudança climática: A organização sustenta que os reservatórios geralmente produzem emissões de gases de efeito estufa que causam um impacto ainda maior no meio ambiente.

## Programas
A International Rivers adotou uma abordagem dupla para analisar e promover soluções viáveis de água e energia. Combinando seus esforços para mudar a política global por meio de campanhas em projetos-chave específicos, a organização aborda simultaneamente as causas básicas e as consequências localizadas do desenvolvimento de barragens. As campanhas da organização na África, China, América Latina, Sul da Ásia e Sudeste Asiático concentram-se na interseção de barragens e mudanças climáticas, reformando as políticas e práticas de instituições financeiras internacionais e promovendo soluções de água e energia que reconheçam os direitos humanos e a sustentabilidade ambiental.

## Contribuições
Entre suas realizações, a International Rivers contribuiu para a formação da Comissão Mundial de Barragens (WCD). A comissão foi um órgão global de múltiplas partes interessadas iniciado em 1997 pelo Banco Mundial e pela World Conservation Union em resposta à crescente oposição às barragens. Durante seus dois anos de existência, a CMB conduziu o que se diz ser o estudo mais exaustivo sobre barragens realizado até hoje, avaliando mais de 1.000 barragens em 79 países. Em seu relatório final publicado, a CMB concluiu que, embora "as barragens tenham feito uma contribuição importante e significativa para o desenvolvimento humano, e os benefícios derivados delas tenham sido consideráveis . ... em muitos casos, um preço inaceitável e muitas vezes desnecessário foi pago para garantir esses benefícios, especialmente em termos sociais e ambientais, pelas pessoas deslocadas, pelas comunidades a jusante, pelos contribuintes e pelo ambiente natural."
A organização publica um periódico, o World Rivers Review, focado em abordar o estado de vários projetos de barragens, ecossistemas e pessoas. Ela também publica um relatório anual sobre uma variedade de assuntos relacionados a barragens.